# Paillaeco
Paillaeco o Paillacó (¿†1591 o 1592?, Molquilla o Molhuilla, cercanías de Tucapel, Chile); toqui o líder mapuche, que combatió al Imperio Español durante la guerra de Arauco, encabezando por un breve y especialmente difícil tiempo las huestes de su pueblo, en un levantamiento concentrado en las áreas de Purén y Tucapel, hasta caer en las vecindades de este último lugar, en el combate de Malquilla (que también aparece como de Molhuilla en algunas fuentes). 

## Biografía
Elegido toqui en 1591 o 1592, corriendo la misma suerte de su predecesor, Quintuguenu, que había asumido ese mismo año como toqui pero había sido derrotado y muerto por los españoles al poco tiempo de su elección. 
Con todo, el nuevo toqui inició una campaña de rebelión y levantamiento, operando contra los españoles en Purén y Tucapel. El gobernador Alonso de Sotomayor decidió aceptar el desafío, internándose en el área luego de construir un fuerte en Lebu. Paillaeco pensó que sus fuerzas no eran suficientes para oponerse al ejército español en campo abierto y decidió preparar una emboscada, atrayendo a la avanzada española hasta la selva donde había dispuesto a sus guerreros. Los españoles cayeron en la trampa, con lo que se trabó el combate de Malquilla. Pero los europeos, en un giro de la batalla, se lograron zafar, sacando a su ejército de la emboscada y atrayendo a los mapuches (enfervorizados por el éxito inicial del plan) a campo abierto. Allí, las bajas de ambos bandos fueron numerosas, pero la más importante fue el propio Paillaeco, que cayó muerto. La desgracia del toqui provocó la desbandada del campo mapuche y la suerte de la batalla.
Para reemplazar al caído Paillaeco fue elegido toqui Paillamachu, el mismo año 1591 o 1592, dependiendo de la fuente.
Diversas obras de historia de la medicina de inicios del siglo XX suelen ubicar a Paillaeco en el sitio de La Imperial, narrando la historia de que los españoles ya no tenían municiones y se preparaban a morir a manos de sus enemigos, cuando se habría desatado providencialmente (desde el punto de vista de los autores occidentales) la viruela entre los mapuches sitiadores. Pero se debe aclarar que la mayoría de los autores definen el sitio de La Imperial como un hecho inmediatamente posterior a la muerte de Paillaeco, señalando  a los "capitanes" o loncos Melillanca y Catipillan como líderes de las tropas mapuches en esa acción.